# 石清吉
石清吉（1816年—1864年），字祥瑞，直隶沙河县人。清朝军事将领。同武进士出身。
道光二十一年（1841年）中式三甲武进士，授官藍翎侍衛。咸丰初年，出为湖北郧阳镇守备，从大军剿黄陂、崇阳、应城，累升参将。与太平军征战多年，功勋卓著，以战功赐号幹勇巴图鲁，擢总兵，加提督衔。多隆阿督师前往陕西后，石清吉统领五千人在庐州留守。同治二年（1863年），太平军、捻军联合袭扰豫、楚之交，石清吉前往湖北救援，在孝感、黄冈屯兵。同治三年（1864年）九月，陈得才、马融和合并进攻蕲水，围困清军副都统富森保於关口。石清吉率军驰援，天下大雾，敌人数万云集。石清吉进至药山，敌军渡河，抄其后路，重重包围，石清吉自辰时血战至午时，身被九创，殒於战阵。副将江星南、谷明发，游击曾占彪、段会元皆战死。事闻，朝廷下诏按照提督阵亡例赐恤，入祀京师昭忠祠，赠骑都尉世职，谥威毅，并建专祠祭祀。《清史稿》有传。

## 延伸阅读
[在维基数据编辑]
 《清史稿·卷429》，出自趙爾巽《清史稿》